# 聯合國科索沃臨時行政當局特派團
聯合國科索沃臨時行政當局特派團（United Nations Interim Administration Mission in Kosovo, UNMIK），簡稱科索沃特派團，是由聯合國根據1999年6月10日聯合國安理會第1244號決議成立，並授權派駐科索沃的臨時行政機關。
科索沃是塞爾維亞（之前為南斯拉夫）政府及區內佔多數的阿爾巴尼亞裔人之間，長期政治和國土爭議的重心。雖然國際社會一直在科索沃主权问题上有争议，但當地大部分民眾都希望獨立。聯合國安理會1244號決議尋求以政治方式決定科索沃將來的地位；而聯合國支持的談判亦於2006年展開。
特派團的首長是聯合國秘書長根據成員國建議任命的秘書長特别代表。現任特別代表為黎巴嫩外交官Caroline Ziadeh於2021年上任。

## 架構
聯科特派團分為四個小組（pillars），分別為：
- 第一組：警衛及律政（聯合國領導）
- 第二組：民政（聯合國領導）
- 第三組：民主化及建立制度（歐洲安全與合作組織領導）
- 第四組：重建及經濟發展（歐洲聯盟領導）

第一及第二組的責任現已轉交至臨時自治機構，但聯合國仍然監察其實施。
大規劃改組架構後，第一組解散，改為警察總監（Police Commissioner）和律政部（Department of Justice），直接向秘書長特别代表報告，而非向助理特別代表報告。第二組被降級為民政部（Department of Civil Administration），其首長也直接向特别代表報告。
聯科特派團也監督聯合國國際警察部隊（現時約1985人），包括组建警察部队。
此外，由北約領導一個名為KFOR（北约驻科索沃维和部队）的部隊也於當地提供國際安全，以支援聯科特派團的工作，但並非隸屬聯合國。

## 職責
根據1244號決議，聯科特派團須：
- 促進建立科索沃的高度自治和自我管理；
- 在必要的地點和時間履行基本民事管理職能；
- 在達成政治解決、包括舉行選舉之前，組織民主和自治的自我管理臨時機構並監督其發展；
- 在這些機構設立後，移交其行政管理職責，同時監督和支助科索沃地方臨時機構和其他建設和平活動的加強；
- 促進旨在決定科索沃將來地位的政治進程；
- 在最後階段，監督科索沃臨時機構將權力移交給根據政治解決辦法設立的機構；
- 支助關鍵基礎設施的重建和其他經濟重建；
- 與國際人道主義組織協調，支助人道主義和救災援助；
- 維持治安，包括設立地方員警部隊，同時在科索沃部署國際員警人員；
- 保護和促進人權；
- 確保所有難民和流離失所者安全、無阻地返回科索沃的家園

## 外部連結
- （英文） 聯合國科索沃任務 （页面存档备份，存于）